# To Be Loved
Albums de Michael Bublé
Christmas
(2011) Nobody but Me
(2016)
To Be Loved est le sixième album studio du chanteur canadien Michael Bublé. La sortie de cet album est prévue à l'international le 15 avril, au Canada le 22 avril et aux États-Unis le 23 avril 2013.
L'album s'est vendu à 2 millions d'exemplaires dans le monde.
Le premier single It's a Beautiful Day a été diffusé et mis en vente sur ITunes le 25 février 2013.

## Liste des titres
1. You Make Me Feel So Young
2. It's a Beautiful Day
3. To Love Somebody
4. Who's loving you
5. Somethin' Stupid (feat. Reese Witherspoon)
6. Come Dance with Me
7. Close Your Eyes
8. After all (feat. Bryan Adams)
9. Have I told you lately that I love you (feat. Naturally 7)
10. To Be Loved
11. You've got a friend in me
12. Nevertheless (I'm In Love With You) [feat. The Puppini Sisters]
13. I got it easy
14. Young at Heart

## Certifications
| Pays      | Certifications |
| --------- | -------------- |
| Australie | Platine        |
| Suisse    | Or             |